# Kockisch (Mittweida)
Kockisch ist ein Ortsteil der Großen Kreisstadt Mittweida im sächsischen Landkreis Mittelsachsen. Er wurde am 1. August 1923 in die Stadt Mittweida eingemeindet.

## Geografie
Kockisch liegt nordöstlich von Mittweida im Mittelsächsischen Hügelland. Der Ort liegt in einem Bogen der Zschopau, welche ihn im Norden, Osten und Süden begrenzt.

### Nachbarorte
|           | Weißthal                                    |           |
| Rößgen    | Kompassrose, die auf Nachbargemeinden zeigt | Weinsdorf |
| Mittweida | Neudörfchen                                 |           |

## Geschichte
Das Radial-Waldhufendorf Kockisch wurde im Jahr 1300 erstmals urkundlich als „Kakacz, Kuckatzschs“ erwähnt. Spätere Ortsnamen sind „Kockitzsch“ (1551) und „Kockisch“ (1606 und 1875). Der Name beschreibt die natürlichen Krümmung der Zschopau im Ortsbereich. Er stammt von der vorhandenen slawischen Flurbezeichnung „Kukacz“, was „Krümmung des Flusses“ heißt.
Seit 1300 gehörte Kockisch zum Besitz der Mittweidaer Kirche. Nach der Reformation wurde 1544 der Rat zu Mittweida neuer Grundherr über den Ort. Er gehörte seitdem zum Amt Rochlitz. 1764 wurden Kockisch und Rößgen als Exklaven Amtsdörfer des Erb-Amts Meißen. Bis in die Gegenwart kann man Grenzsteine mit dem „M“ für Meißen im Ortsgebiet finden. 1832 wurden beide Orte dem Amt Frankenberg-Sachsenburg unterstellt. Bei den im 19. Jahrhundert im Königreich Sachsen durchgeführten Verwaltungsreformen wurden die Ämter aufgelöst. Dadurch kam Kockisch im Jahr 1856 unter die Verwaltung des Gerichtsamts Mittweida. 1875 wurde der Ort der Verwaltung der Amtshauptmannschaft Rochlitz unterstellt. Im gleichen Jahr wurde die neu gegründete Werksiedlung Weißthal eingemeindet. Beide Orte wurden am 1. August 1923 in die Stadt Mittweida eingemeindet.
Durch die zweite Kreisreform in der DDR kamen Kockisch und Weißthal als Ortsteile der Stadt Mittweida im Jahr 1952 zum Kreis Hainichen im Bezirk Chemnitz (1953 in Bezirk Karl-Marx-Stadt umbenannt), der ab 1990 als sächsischer Landkreis Hainichen fortgeführt wurde und bei der 1994 erfolgten Verwaltungsreform zum neu gebildeten Landkreis Mittweida kam. Seit 2008 gehört die Stadt Mittweida mit ihren Ortsteilen zum neu gebildeten Landkreis Mittelsachsen.

### Entwicklung der Einwohnerzahl
| Jahr | Einwohnerzahl                                                       |
| ---- | ------------------------------------------------------------------- |
| 1551 | 8 besessene Mann, 22 Inwohner                                       |
| 1764 | 10 besessene Mann, 4 Gärtner, 5 Häusler, 2 2/5 Hufen je 24 Scheffel |
| 1834 | 131                                                                 |
| 1871 | 297                                                                 |
| 1890 | 420                                                                 |
| 1910 | 498                                                                 |
| 2020 | 98                                                                  |

## Religion
Kirchlich gehörte Kockisch bereits um 1555 zu Mittweida. Die evangelischen Kirchenmitglieder gehören heute zur Evangelisch-lutherischen Kirchgemeinde Mittweida. Das „Heilige Holz“, am linken Uferhang der Zschopau ist aufgrund der früheren Besitzverhältnisse bis in die Gegenwart in Kirchenbesitz.

## Sehenswürdigkeiten

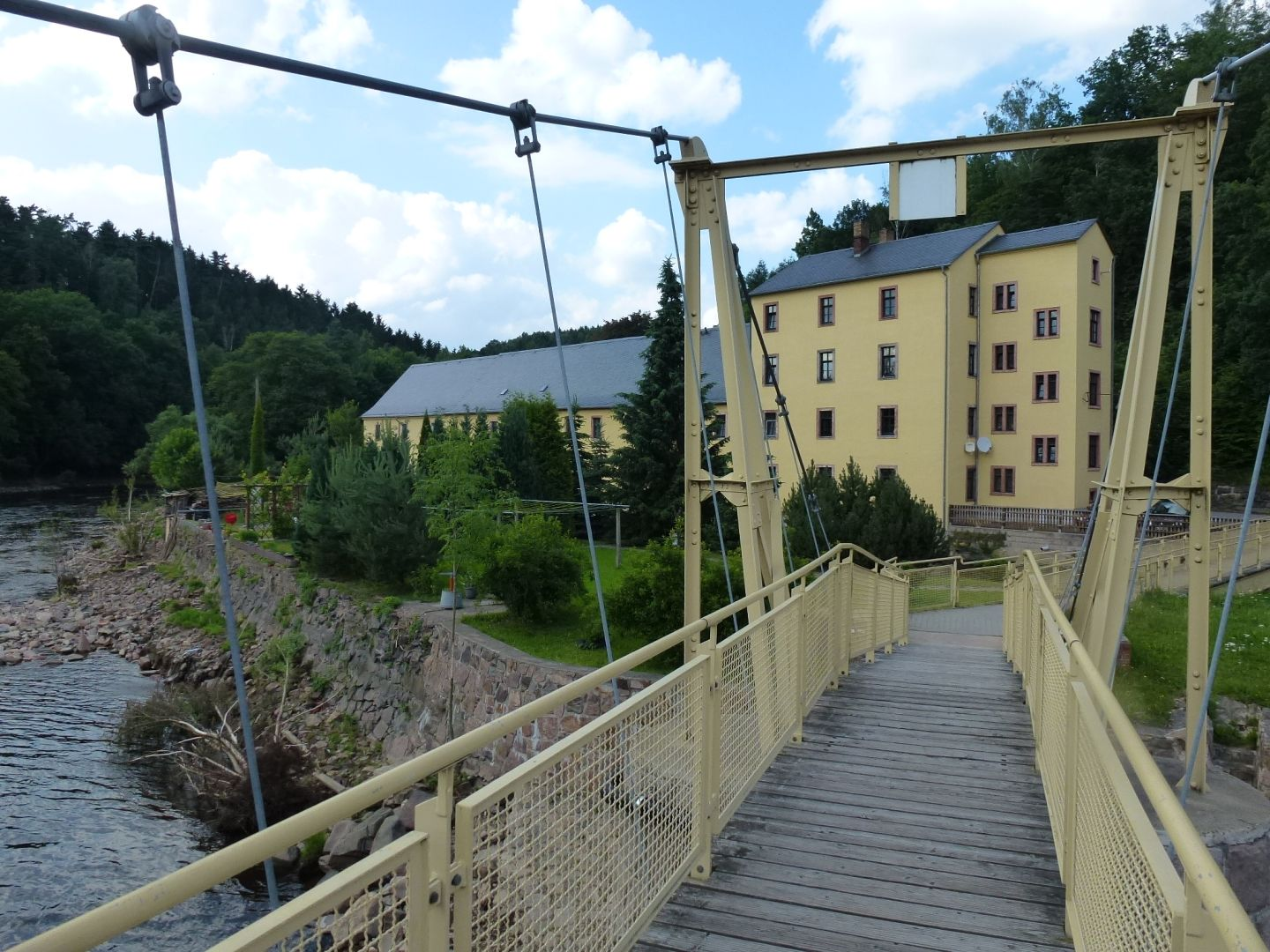
Hängebrücke und Liebenhainer Mühle

- Wanderwege am Ufer der Zschopau durch die sog. „Mittweidaer Schweiz“
- Liebenhainer Wasserfall
- Hängebrücke über die Zschopau zur Liebenhainer Mühle